# ويليام غيليسبي (سياسي)
ويليام غيليسبي (بالإنجليزية: William Henry Gillespie)‏ هو سياسي نيوزلندي، ولد في 14 أغسطس 1893، وتوفي في 23 أبريل 1961. انتخب عضو مجلس النواب نيوزيلندا.